# Pierre Adolphe Piorry
Pierre Adolphe Piorry (Poitiers, 31 dicembre 1794 – Parigi, 29 maggio 1879) è stato un medico francese.

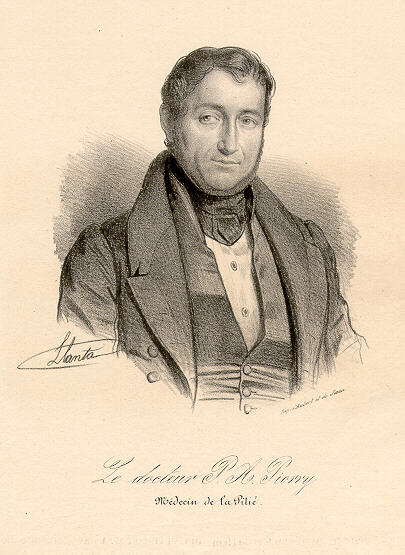
Pierre Adolphe Piorry

Ispirato dall'invenzione di René Laennec dello stetoscopio (1816) e dalla lettura della sua opera “De l'Auscultation Médiate”, iniziò ad interessarsi alla percussione tanto da scoprire il metodo della percussione mediata e inventare il plessimetro (1826), strumento utilizzato per contribuire a delineare gli organi interni, il cosiddetto organografismo, di cui parla nel suo trattato De la Percussion Médiate (1828).
Piorry divenne un rinomato professore di medicina dei più famosi ospedali parigini, tra cui L'Hôpital de la Charité, il Pitié e l'Hotel Dieu e fu molto apprezzato per i corsi di lezioni tenuti presso l'Hospice de Salpêtrière (1832).
Scrisse in maniera prolifica di molti aspetti della medicina e fu un poeta di tutto rispetto, autore del poema Dieu, L'Ame et la Nature (1853).
Contribuì all'epurazione della nomenclatura medica, sostituendo diversi eponimi e introducendo nuovi termini più specifici, per esempio “tossina”, “tossiemia” e “setticemia”.

## Biografia

### L'infanzia e la giovinezza
Piorry nacque a Poitiers, nella Francia centrale, il 31 dicembre 1794. Sin dai primi anni di scuola si mostrò un ragazzo promettente, tanto che nel 1810, a soli sedici anni, iniziò gli studi medici.
Nel 1813, da studente di medicina, fu arruolato come aiuto chirurgo durante la campagna napoleonica in Spagna e trascorse quindici mesi all'ospedale Atarazanas di Barcellona, dove ebbe l'opportunità di osservare e analizzare in prima persona casi di infezioni ospedaliere, ittero febbrile e sifilide.
Nel 1814 fece ritorno a Parigi dove proseguì gli studi medici e fu allievo di alcuni dei più grandi medici francesi del tempo, tra cui Jean Corvisart e Gaspard Bayle.
All'età di ventidue anni conseguì la laurea con una tesi intitolata Sur le danger de la lecture des lìvres de médecine par le gens du mond (1816) che trattava del pericolo che la lettura di libri di medicina costituiva per i laici.

### Gli inizi della carriera medica
Dopo la laurea lavorò con i più grandi maestri della medicina francese, tra i quali François Magendie e François Broussais agli ospedali Le Charité e La Salpétriere.
Dal 1823 al 1825 fu uno stimato professore all'Accademia di medicina francese, dove tenne un regolare corso di lezioni di psicologia e patologia.
Nel 1826, grazie ad un concorso pubblico, divenne medico negli ospedali di Parigi, anche se la sua ambizione rimase quella di diventare docente presso la Scuola di Medicina di Parigi, dove fece domanda per diverse cattedre libere ma senza ottenere il risultato sperato.

### Gli anni del successo
Nel 1832 fu nominato all'Hospice de la Salpétrière e per i successivi cinque anni tenne un corso di lezioni di clinica medica che ebbe grande successo; al tempo stesso insegnò anatomia patologica presso l'École pratique. La sua fama crebbe e finalmente nel 1837, all'età di quarantatré anni, ottenne la cattedra di medicina all'Ospedale Pitié di Parigi. Dalla cattedra di medicina al La Pitié, nel 1840 Piorry si spostò alla cattedra di patologia interna, fino a quella di clinica medica al Le Charité nel 1850, e successivamente prese il posto di Armand Trousseau come professore di medicina all'Hôtel-Dieu nel 1864.

### Gli ultimi anni
Divenuto ormai famoso in tutta Europa, nel 1866 il ministro gli chiese di rassegnare le dimissioni a causa dell'età, aveva infatti 72 anni. Nonostante non l'avesse presa bene, rassegnò le sue dimissioni, anche se fece sapere che era stato costretto a farlo contro la sua volontà.
Nello stesso anno Piorry ottenne un riconoscimento di compensazione: fu nominato Cavaliere della Legion d’Onore.
Dopo il suo ritiro rimase ugualmente attivo e nel 1871 partecipò alla Comune di Parigi, dove fu nominato “chirurgo di battaglione” e gli fu chiesto di esaminare diciotto scheletri ritrovati nella chiesa di San Lorenzo per stabilire se fossero vittime del clero. Piorry, in seguito ad una serie di analisi, identificò gli scheletri con i corpi di donne bruciate diversi anni prima.
Gli ultimi anni della vita di Piorry trascorsero tranquillamente ed egli morì nella sua casa a Parigi, sulla ventiquattro Avenue de Wagram, il 29 maggio 1879, all'età di ottantacinque anni.
Pochi giorni dopo, la rivista scientifica britannica "The Lancet" pubblicò il seguente necrologio:
"Una delle figure più notevoli della medicina contemporanea in Francia ha appena lasciato questa vita. Sembrava invulnerabile, poiché era ben riuscito a mascherare i segni dell'età, nonostante la quale si sarebbe visto nel foro dell'Accademia di Medicina di Parigi eretto, tenace, ardente come sempre, a combatte la sua centesima lotta per un termine favorito di nomenclatura medica, o per una teoria cara in patologia. Egli ha, però, ceduto dopo una carriera laboriosa, ricca di buon lavoro e ben meritati”.

## La percussione mediata e l'invenzione del plessimetro

### La percussione prima di Piorry
La percussione come tecnica clinica fu introdotta dal grande medico austriaco, Leopold Auenbrugger che descrisse il metodo nel suo “Inventum Novum” (1761).
Questo piccolo volume, di sole 95 pagine, scritto in latino, attirò l'interesse della comunità scientifica del suo tempo ma nell'arco di una ventina d'anni la tecnica della percussione fu abbandonata a Vienna.
Bisognerà attendere Jean Corvisart, più tardi medico di Napoleone e successivamente nominato barone, che interessandosi al metodo, decise di tradurre l'Inventum Novum dal latino al francese e pubblicò il lavoro nel 1808.

### La scoperta della percussione mediata

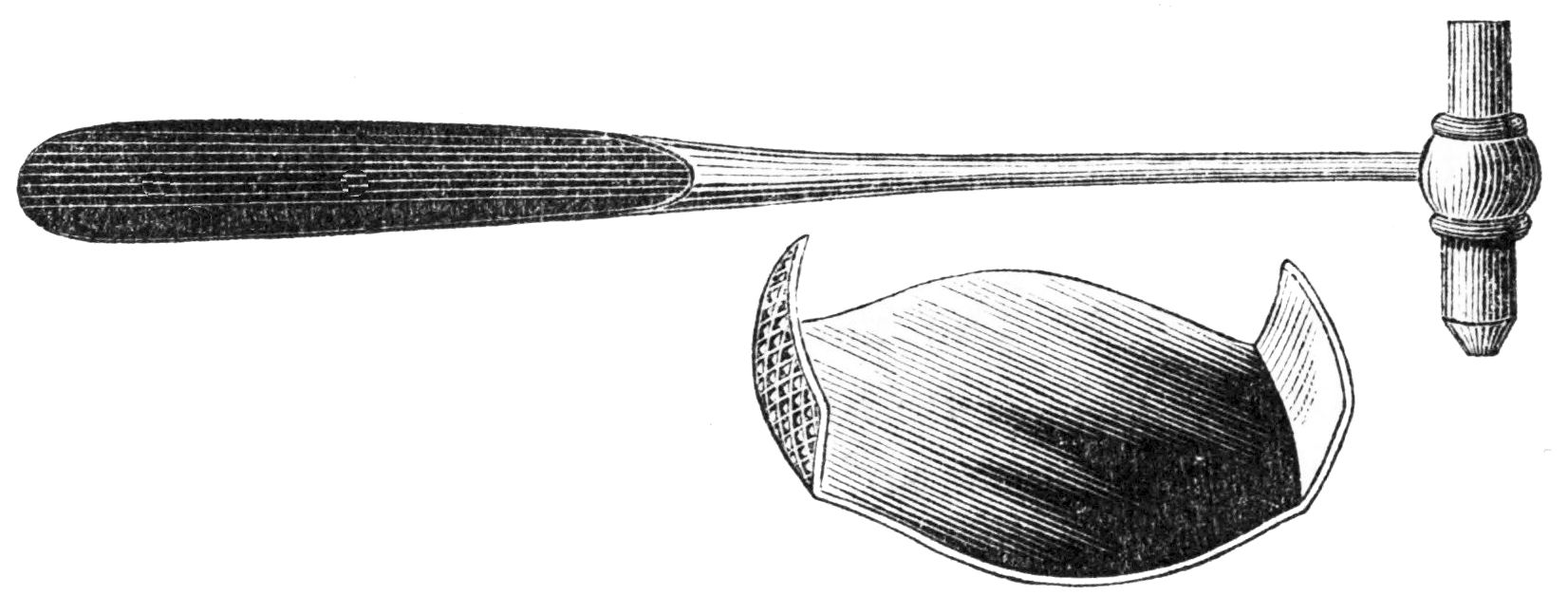
Percussore e plessimetro ottocenteschi

Il 1816, anno in cui Piorry si laureò, rivestì grande importanza nel panorama della medicina clinica poiché fu l'anno in cui René Laennec inventò lo stetoscopio, che presto divenne lo strumento utilizzato per l'auscultazione mediata. L'utilizzo sempre più diffuso dello stetoscopio tese ad enfatizzare l'importanza dell'auscultazione rispetto alla percussione che divenne sempre meno popolare.
Piorry, entusiasta dell'invenzione di Laennec, a seguito della lettura della sua opera De l'Auscultation Médiate (1819), sviluppò l'ambizione di emulare il grande maestro, tanto da giungere a scrivere Dio, l'anima e la natura, opera nella quale descriveva come aveva maturato l'idea di studiare il fenomeno della percussione e pregava Dio di renderlo in grado di fare una scoperta come quella di Laennec.
Qualche mese dopo, mentre si graffiava il petto a causa di un leggero prurito, udì un suono.
Interponendo tra le dita e il corpo una moneta ottenne un suono amplificato, la cui intensità variava in base alle caratteristiche fisiche di densità ed elasticità degli organi sottostanti.
Il giorno seguente, all'ospedale Pitié, iniziò a scrivere il suo lavoro sulla percussione mediata, sperando di realizzare con la percussione ciò che Laennec aveva fatto per l'auscultazione. Il 28 febbraio 1826 lesse una relazione, che gli fruttò anche un premio, sul suo nuovo metodo di percussione all'Accademia Reale di Medicina, dove presenziava anche Laennec.
L'innovazione di Piorry consisteva nell'interporre una piccola piastra tra la pelle e il dito plessore. Egli credeva fermamente che questo metodo rappresentasse un passo avanti rispetto alla percussione diretta in quanto, oltre a migliorare il suono, la percussione diretta presentava lo svantaggio di essere dolorosa e faticosa per il paziente; inoltre la procedura poteva risultare particolarmente complicata in presenza di malattie della pelle.
Piorry chiamò la piastra “plessimetro”, dal greco πλησσω “colpire” e μετρον “misurare”.
Nel 1828 pubblicò il suo famoso lavoro Il plessimetro o la percussione mediata, opera che dedicò agli spiriti dei defunti Auenbrugger, Corvisart e Laennec.
Proprio come Laennec aveva sperimentato vari materiali per il suo stetoscopio, allo stesso modo Piorry provò piastre fatte di piombo, cuoio, legno di cedro, corno ma alla fine si decise per una piccola piastra di avorio, di 5 cm di diametro. Egli progettò anche un plessimetro combinato con uno stetoscopio fatti di avorio e legno di cedro.

### Le reazioni della comunità medica francese
Alcuni medici successivamente usarono un piccolo martello con la punta di gomma come percussore (il plessore), ma Piorry preferì usare le sue dita per percuotere il plessimetro. Molti medici stranieri, inclusi inglesi ed americani, visitarono gli ospedali di Piorry a Parigi per apprendere la tecnica, e alcuni preferirono usare le dita di una mano come plessimetro e le dita dell'altra come percussore. Questo divenne il metodo preferito di Pierre Louis e Armand Trousseau a Parigi, Josef Skoda a Vienna e William Stokes a Dublino, ed è quello che viene abitualmente utilizzato oggi come metodo di percussione.
La percussione mediata e il plessimetro non furono però adottate da tutti i contemporanei di Piorry e in molti considerarono il suo metodo superfluo, eccessivamente rivoluzionario e bizzarro, e continuarono a privilegiare l'auscultazione.
Piorry in realtà non considerava la percussione una metodologia “concorrente” dell'auscultazione ma riteneva ed insegnava che le due tecniche fossero l'una complementare all'altra.

### Organografismo e organopatismo
Piorry condusse i suoi esperimenti sia su soggetti vivi che morti, sviluppando la tecnica per delineare gli organi nel torace e nell'addome, che egli definì organografismo.
Una scena caratteristica delle sue dimostrazioni cliniche al Pitié era Piorry che, seduto su uno sgabello alto, spostato da letto a letto, attraverso un'accurata plessimetria tracciava gli organi dei pazienti sulla pelle usando pastelli colorati, cosicché il torso del paziente risultava essere simile ad una mappa geografica.
Piorry provava a convincere gli osservatori che ogni organo avesse un particolare suono e lui “suonava” sul suo plessimetro come un virtuoso fa con uno strumento musicale, tanto che giunse ad essere definito “il Paganini della medicina”.
Su Piorry circolavano diversi aneddoti, senza dubbio di natura fittizia, come ad esempio quello che narra che egli, durante una visita al Palazzo Reale delle Tuileries, avesse domandato di incontrare il re, ma gli fu risposto che il monarca non era nella sala di ricevimento. Piorry allora decise di percuotere la porta chiusa con il suo plessimetro e, percependo un suono sordo, diagnosticò la presenza del re nella sua camera.
Piorry enfatizzò l'importanza di studiare l'anatomia e la funzione degli organi del corpo, nella salute e nella malattia, e la necessità che le diagnosi delle malattie degli organi dovessero essere precise, al fine di individuare il trattamento farmacologico idoneo. A questo concetto attribuì il nome di organopatismo.

## Gli scritti medici
Oltre al suo famoso lavoro De la Percussion Médiate, sulla percussione mediata e sul plessimetro, Piorry fu un prolifico scrittore di diversi altri argomenti medici. Tra il 1818 e il 1822 scrisse numerosi contributi sul Dizionario di scienze mediche e sul Giornale della società di medicina.
Uno dei più rilevanti fu sicuramente il suo studio pionieristico sulla meningite nei bambini. Pubblicò inoltre un trattato di medicina pratica in dieci volumi che includeva il suo famoso lavoro sulle alterazioni del sangue; egli, infatti, fu il primo a considerare un metodo quantitativo di contare i globuli rossi.

## La revisione della nomenclatura medica
Piorry fu anche un grande innovatore linguistico. Tentò, infatti, di rivoluzionare la nomenclatura delle malattie creando quello che considerava essere un razionale sistema di termini medici derivati dal greco. Egli criticò l'uso di eponimi per i morbi e le sindromi, soprattutto nei casi in cui il medico era straniero, introdusse numerosi termini nuovi, alcuni dei quali estremamente meticolosi e complessi, come dysloiémonévraxilé e neiloiémonévraxilé, con grande dispiacere dei suoi colleghi contemporanei.
Altre parole introdotte, d'altro canto, furono ragionevoli, come tireomegalia invece di gozzo, tanto che molti termini che introdusse furono adottati universalmente e sono ancora in uso oggi, per esempio  tossina ,  tossiemia ,  setticemia .
Un piccolo dizionario della sua terminologia medica è incluso nel suo Atlante di plessimetria. A questo lavoro particolarmente impegnativo di epurazione della nomenclatura medica Piorry attribuì il nome di onoma-patologia.

## La poesia di Piorry
Sin da giovane Piorry ebbe particolare propensione per la letteratura e la filosofia, tanto che all'età di diciannove anni, da studente di medicina, scrisse un poema sulle gesta di Napoleone che dedicò all'imperatore.
Nella maturità conservò quest'indole e continuò a scrivere poesie, la più famosa delle quali è Dio, l'anima e la natura pubblicata nel 1853. Si tratta di un lavoro particolarmente ambizioso, in otto canti e 2526 versi. Lo stile della poesia è abbastanza ampolloso, le idee espresse sono altisonanti e la fraseologia piuttosto pomposa.
Gli argomenti trattati sono l'origine dell'universo, il progresso dell'uomo sulla terra, lo sviluppo della civiltà e le possibilità riservate all'uomo per il futuro.
Come nei suoi lavori scientifici, anche in quelli letterari Dio rappresenta la sua ispirazione. In questo poema egli tratta anche l'introduzione dello stetoscopio da parte di Laennec e la sua stessa scoperta della percussione mediata, l'invenzione del plessimetro e l'organografismo.
All'interno del poema sono inoltre espressi l'odio per la guerra, senza dubbio basato sulle sue esperienze nella campagna napoleonica in Spagna.

## La personalità
Piorry è stato spesso descritto come somigliante ad un vecchio lupo di mare piuttosto che un intellettuale, anche se quando insegnava mostrava un volto solenne, si comportava in modo molto autoritario e sorrideva raramente. Esisteva però anche un altro lato più leggero del suo carattere: risultava particolarmente attraente al sesso femminile, amava la musica, suonava bene il violino, era un eccellente ballerino e un esperto schermitore.
Gli piaceva essere al centro delle polemiche e molti dei suoi contemporanei avevano opinioni poco lusinghiere su di lui: alcuni lo ritenevano una noia colossale, altri un violento rivoluzionario.

## Opere
Tra i lavori pubblicati da Piorry, possiamo trovare:
- Sur le danger de la lecture des livres de médecine par les gens du monde, MD Thesis, No 112, in Dictionaire des Sciences Medicales, Bechet Jeune and Delaunay, Paris (1816)

- De l'irritation encephalique chez les enfants, in Dictionaire des Sciences Medicales, Bechet Jeune and Delaunay, Paris, (1823)

- Nouvelle méthode de percussion du thorax, in Archives of General Medicine, 10, 471 (1826)

- De la Percussion Médiate, J. S. Chaudé et J. B. Baillière, Paris (1828)

- Du Procédé Opératoire à suivre dans l'Exploration des Organes par la Percussion Médiate, J.B. Baillière, Paris (1831)

- Clìnique Médicale de l'Hopital de la Pitié et de l'Hospice de la Salpétrière en 1832, J.B. Baillière, Paris (1835)

- Traité de Diagnostic et de Séméiologie, A.D. Wahlen et Cie, Brussels (1837)

- Traité de Médecin Pratique, 10 vol., J.B. Baillière, Paris (1841-1851)

- Nomenclature organo-pathologique, in Traité de Médecin Pratique, J.B. Baillière, Paris (1841)

- Traité des Alterations du Sang, in Traité de Médecin Pratique, J.B. Baillière, Paris (1843)

- Atlas de Plessimétrisme, in Traité de Médecin Pratique, J.B. Baillière, Paris (1851)

- Dieu, L'Ame et la Nature, J.B. Baillière, Paris (1853)

- De la Doctrine des Etats Organopathiques ou de la Nomenclature Organopathologique, J.B. Baillière, Paris (1855)

- Exposé Analytique des Principaux Travaux D'Anatomie, J.B. Baillière, Paris (1856)

- La Médecine du Bon Sens, Adrian Delahaye, Paris (1864)

- Traité de Plessimétrisme et d'Organographique, Adrian Delahaye, Paris (1866)